# Талапти (Жуалинський район)
Талапти́ (каз. Талапты) — село у складі Жуалинського району Жамбильської області Казахстану. Входить до складу Минбулацького сільського округу.
Населення — 630 осіб (2021; 657 у 2009, 598 у 1999, 531 у 1989).